# Andrzej Pluta (ur. 2000)
Andrzej Mateusz Pluta (ur. 3 czerwca 2000) – polski koszykarz, występujący na pozycji rozgrywającego.
W listopadzie 2016 zadebiutował w lidze ACB w barwach CB Sevilla, w wieku zaledwie 16 lat.
W czerwcu 2021 roku został zawodnikiem Astorii Bydgoszcz. W listopadzie 2021 roku został powołany na zgrupowanie kadry Polski. 25 maja 2022 dołączył do Trefla Sopot. 9 sierpnia 2023 roku został zawodnikiem Krajowej Grupy Spożywczej Arki Gdynia. 10 czerwca 2024 zawarł umowę z Legią Warszawa.
Jest synem byłego reprezentanta Polski w koszykówce Andrzeja Pluty. Jego brat Michał również jest koszykarzem.

## Osiągnięcia
(Stan na 10 czerwca 2024)
Drużynowe
- Zdobywca Pucharu Polski (2023)[7]

Indywidualne
- MVP kolejki EBL/OBL (17 – 2021/2022, 22 – 2022/2023, 11 – 2023/2024)[8][9][10]
- Zaliczony do I składu kolejki EBL/OBL (17 – 2021/2022, 22 – 2022/2023, 8, 11, 16, 19, 27 – 2023/2024)[11][12][13][14][15][16][17]
- Uczestnik konkursu rzutów za 3 punkty OBL (2024)[18]